# James Keene
James Duncan Keene (* 26. Dezember 1985 in Wells) ist ein englischer Fußballspieler. Der Stürmer verbrachte einen großen Teil seiner bisherigen Laufbahn in Schweden.

## Werdegang

### Wanderjahre in England
Keene entstammt der Jugendarbeit des FC Portsmouth. Nachdem er erfolgreich für die Reservemannschaft gespielt hatte, rückte er im Sommer 2004 in den Profikader des Klubs auf. Zunächst kam er unter Trainer Harry Redknapp nicht zum Einsatz, so dass er im Herbst des Jahres an Kidderminster Harriers in die Football League Two ausgeliehen wurde. Nachdem er bis zu seiner Rückkehr in den Fratton Park Ende November zu fünf Spieleinsätzen gekommen war, musste er bis zum Mai des folgenden Jahres warten, ehe er auch in der Premier League spielen durfte. Am 7. Mai wurde er beim 1:1-Unentschieden gegen die Bolton Wanderers in der 60. Spielminute für Diomansy Kamara eingewechselt. Nach einem weiteren Einsatz in der ersten Liga plante der im Sommer zurückgekehrte Redknapp erneut ohne ihn.
Im September 2005 entschied der FC Portsmouth Keene erneut zu verleihen. Bis zum Jahresende lief er für den AFC Bournemouth in der drittklassigen Football League One auf und erzielte dabei gegen Colchester United und den FC Brentford jeweils ein Tor. Nach Ablauf der Leihfrist wechselte er auf Leihbasis erneut den Klub. Dieses Mal spielte er unter Trainer Steve Evans für Boston United in der viertklassigen Football League Two. Dabei kam er in seinem zweimonatigen Aufenthalt beim Klub zu sechs Spieleinsätzen, in denen er beim 1:1-Unentschieden gegen den AFC Rochdale sein einziges Tor erzielte.

### Wechsel nach Schweden
Im März 2006 wechselte Keene auf Leihbasis zum schwedischen Traditionsverein GAIS, bei dem er einen bis zum 31. Dezember des Jahres gültigen Leihvertrag unterzeichnete. In der Allsvenskan etablierte er sich auf Anhieb als Stammspieler und zeichnete sich durch seine Torgefährlichkeit aus. Für den Göteborger Klub gelangen ihm zehn Saisontore. Als vereinsinterner Torschützenkönig verhalf er dem Klub zum Klassenerhalt als Tabellenelfter.
Folglich machte sich Keene nicht nur für eine Weiterbeschäftigung bei GAIS, sondern auch bei den Ligarivalen Helsingborgs IF und IF Elfsborg interessant. Letztlich entschied er sich für den Klub aus Borås. Beim amtierenden Meister unterschrieb er einen Fünf-Jahres-Kontrakt. Mit seinem ersten Pflichtspieltor führte er seinen neuen Arbeitgeber am 31. März 2007 zum Gewinn der ersten Ausgabe des Supercupen. Dennoch konnte er sich nicht endgültig durchsetzen, da ihm in seinem ersten Jahr für IFE lediglich vier Tore gelangen. Im Januar 2008 verletzte er sich am Kreuzband, so dass er einen Großteil der Spielzeit 2008 verpasste. Nach seiner Rückkehr im Herbst erzielte er drei Tore in neun Spielen und kehrte daraufhin in die Stammformation des Klubs zurück. In der Qualifikation zur UEFA Europa League 2009/10 trug er mit zwei Toren gegen den portugiesischen Klub Sporting Braga zum Weiterkommen bei, bis er in der folgenden Runde mit dem Verein an Lazio Rom scheiterte. Mit acht Saisontoren in der Allsvenskan bis zum Saisonende war er letztlich bester vereinsinterner Torschütze. In der Spielzeit 2010 nicht mehr dauerhaft Stammkraft, verlängerte er dennoch zu Beginn des folgenden Jahres neben den Nachwuchsspielern Oscar Hiljemark und Niklas Hult seinen Kontrakt bis Ende 2014.
In der ersten Hälfte der Spielzeit 2011 kam Keene 14 Mal lediglich als Einwechselspieler zum Einsatz. Daher verlieh ihn der Klub kurz vor Ablauf der Transferperiode am 31. August zum norwegischen Klub Fredrikstad FK. Dort trug er mit zwei Torerfolgen zum Klassenerhalt der von Tom Freddy Aune trainierten Mannschaft um Tarik Elyounoussi, Hans Erik Ramberg, Andreas Landgren und Celso Borges bei.
Auch zu Beginn der folgenden Spielzeit wurde Keene verliehen, dieses Mal schloss er sich für die Spielzeit 2012 der von Magnus Pehrsson trainierten Mannschaft von Djurgårdens IF an.